# Philippe Gaillot
Philippe Gaillot (sinh ngày 28 tháng 2 năm 1965) là cựu cầu thủ bóng đá người Pháp chơi ở vị trí hậu vệ. Khi còn thi đấu cho Metz, ông chơi trận Chung kết Cúp Liên đoàn bóng đá Pháp 1996.